# Lista de eventos de software livre
Eventos de software livre são conferências, congressos, encontros, simpósios, workshops, etc. que tem como objetivo discutir ou apresentar assuntos relacionados à área de Software Livre. Este artigo apresenta as principais conferências e eventos científicos na área de software livre. São apresentadas os principais eventos da indústria e de comunidades, bem como eventos acadêmicos e científicos.

## Eventos científicos e acadêmicos
São poucos os eventos científicos exclusivos de software livre. Entretanto alguns outros eventos de renome nacional e internacional publicam artigos da área de software livre, dentre eles: Hawaii International Conference on System Sciences (HICSS), Academy of Management Meeting, ACM Conference on Computer Supported Cooperative Work (CSCW), International Conference on Software Engineering (ICSE), International Conference on Information Systems (ICIS), Congresso Brasileiro de Software (CBSoft).
- International Conference on Open Source Systems (OSS)[1]: é um fórum internacional onde a comunidade acadêmica, indústria e setor público, e diversas iniciativas de Software Livre podem se unir para compartilhar resultados de pesquisas e experiências práticas. A conferência também é destinada a fornecer informações e educação para os profissionais, identificar as direções para futuras pesquisas, e para ser uma plataforma permanente de transferência de tecnologia.
- International Symposium on Open Collaboration (OpenSym)[2]: é a principal conferência sobre pesquisa e prática de colaboração aberta, incluindo software livre e open source, dados abertos, ciência aberta, educação aberta, wikis e mídia social relacionada, Wikipedia e pesquisa de inovação aberta.

- Workshop de Software Livre (WSL)[3]: evento acadêmico e científico de periodicidade anual, que integra o Fórum Internacional Software Livre (FISL) e ocorreu anualmente 2000 e 2018 em Porto Alegre, no Rio Grande do Sul. O WSL mantém-se alinhado com os objetivos do FISL, oferecendo oportunidade para que professores, pesquisadores, alunos e demais profissionais apresentem trabalhos de cunho científico, desenvolvidos em seus centros de pesquisa, empresas ou universidades, usando ou produzindo software livre[3]. Os anais dos eventos de 2000 a 2017 estão disponíveis na web[3].

- Working Conference on Mining Software Repositories (MSR): evento anual coalocado com o International Conference on Software Engineering (ICSE) promovida pela IEEE TCSE e pela ACM SIGSoft. O objetivo dessa conferência é apresentar avanços na ciência e na prática da Engenharia de Software por meio da análise de dados históricos armazenados em repositórios de software. Apesar da conferência não ser específica de Software Livre, mas grande parte dos artigos publicados no evento relatam estudos de caso e descobertas realizadas a partir de repositórios de projetos de Software Livre.

- Workshop on Emerging Trends in FLOSS Research and Development (FLOSS): workshop integrante da International Conference on Software Engineering (ICSE), teve 3 edições (2008, 2009 e 2010).

## Eventos de comunidades e da indústria

### Eventos no Brasil
- Conferência De Free/Libre e Open Source Software (ConFLOSS)[4]: evento cuja primeira edição ocorreu em 2020, tem por objetivo unir a comunidade de software livre brasileira. O evento tem como público alvo profissionais da área de Desenvolvimento e Infra-Estrutura de TI, usuários, entusiastas e curiosos a respeito de Software Livre.
- Encontro Nordestino de Software Livre[5]: o ENSL é o encontro da comunidade de software livre do nordeste brasileiro. Esse evento surgiu com o objetivo de agregar a comunidade nordestina e seus diferentes grupos de usuários, desenvolvedores e entusiastas, fortalecê-la a partir de um encontro itinerante e criar um grande evento de software livre que estivesse fora do eixo sul-sudeste do país.

- Festival Latino Americano de Instalação de Software Livre (FLISOL)[6]: evento internacional, realizado anualmente, e que ocorre de forma simultânea em diversas cidades da América Latina. Diversas comunidades organizam e realizam seu festival, de forma voluntária, tendo como principal objetivo promover o uso de software livre, apresentando sua filosofia, alcance, avanços e desenvolvimento ao público em geral.[6]

- Fórum de Tecnologia em Software Livre (FTSL)[7]: é um evento anual e gratuito de Software Livre realizado na cidade de Curitiba, Paraná, Brasil e tem como propósito a disseminação de tecnologias baseadas em Software Livre, bem como, a troca de experiências com as pessoas, comunidades, universidades e empresas públicas e/ou privadas, por meio de palestras, painéis/mesas-redondas e oficinas/minicursos. Permite a possibilidade da participação de outros eventos gratuitos de software livre e tecnologias com software livre durante o Fórum.

- Free and Open Source Forums (FOSForums)[8]: conferência anual e gratuita, acontecendo desde 2023 sempre no último fim de semana de agosto, focada em hardware e software livre e de código aberto e suas comunidades, tanto acadêmicas quanto profissionais.
- Latinoware[9]: promovido pela Itaipu Binacional, Fundação Parque Tecnológico Itaipu - Brasil, Companhia de Informática do Paraná (CELEPAR) e Serviço Federal de Processamento de Dados (SERPRO), a Latinoware é um evento que abre espaço para discussões e reflexões sobre a utilização do Software Livre na América Latina, além de promover a integração e a valorização latino-americana. O evento é palco para personalidades internacionais e representantes de órgãos públicos e privados de diversos países da América Latina apresentarem suas soluções em Software Livre.[9]

- Consegi[10]: evento estratégico no estímulo ao debate de temas da política e gestão de tecnologias em Software Livre, permeado pelos conceitos de promoção da cidadania, interoperabilidade dos sistemas de governo, compartilhamento do conhecimento e adoção de normas e padrões. O evento é um importante espaço para promover a troca de experiências e informações entre instituições da Administração Pública, sociedade civil organizada e representantes de países parceiros.[10]

- Fórum da Revista Espírito Livre[11]: evento que acontece regularmente de forma itinerante, em diversas cidades do Brasil. A primeira edição aconteceu em novembro de 2011, na cidade de Vitória, ES, Brasil. O Fórum da Revista Espírito Livre, permite que leitores e colaboradores criem um espaço bastante estreito de debates e discussão. Pelo fato da publicação ser construída através da colaboração no envio de materiais disponíveis em Creative Commons, de pessoas de todo o Brasil e do mundo, o evento visa criar um espaço onde ambos, leitores e colaboradores, possam se conhecer, trocar experiências, aprender e desenvolver-se juntos.

- Gnugraf[12]: O GNUGRAF é um evento anual de computação gráfica com software livre que acontece no Brasil. O evento tem como objetivo expandir o conhecimento sobre software de uso livre para as áreas de Áudio, Animação, Vídeo, Produção gráfica e Design de jogos eltrônicos.[1] O próximo evento ocorrerá em agosto de 2012.[2] A estrutura do evento conta com 16 palestras e 12 minicursos ministrados em 2 dias com entrada gratuita para o público.

- Fórum Municipal de Software Livre e Governo Eletrônico[13]: É um evento que acontece atualmente na cidade de João Pessoa, Paraíba. O Fórum Municipal de Software Livre e Governo Eletrônico (Fomsege) tem o objetivo de discutir com a sociedade o uso e a aplicação do software livre dentro da gestão pública, assim como a importância dos dados abertos para o fortalecimento da democracia e participação popular.

### Eventos em Portugal
- Festa do Software Livre: A Festa do Software Livre é um evento dedicado aos sistemas operacionais, programas e comunidades que desenvolvem ou utilizam software dentro do espírito de liberdade, partilha do conhecimento e responsabilidade ética de garantir o acesso do mesmo a todos, assim como de comunidades que compartilham esse espírito nos campos da cultura e conhecimento livre.[14]

### Eventos em outros países
- ApacheCon[15]: conferência oficial da Apache Software Foundation, foi criada para explorar questões fundamentais no uso e desenvolvimento de soluções Open Source "do modo Apache". ApacheCon é amplamente reconhecido como um evento interessante, com treinamentos práticos e interativos, com demonstrações ao vivo, participação  ativa da comunidade, muitas oportunidades de networking, e a chance de trabalhar ao lado de líderes e talentos da comunidade Software Livre.

- DebConf[16]: encontro de desenvolvedores Debian anual, um evento cheio de desenvolvimento, debates e oficinas - todos eles de natureza altamente técnica. Além dos workshops e palestras agendados, os desenvolvedores Debian aproveitar a oportunidade para hackear o sistema Debian em um ambiente mais informal.

- Desktop Summit[17]: evento que reúne os encontros das duas principais comunidades de desenvolvedores de ambientes desktop livres, o Gnome e o KDE.

- European OpenSource & Free Software Law Event (EOLE)[18]: evento que visa promover a partilha e disseminação do conhecimento legal em licenças Software Livre, bem como o desenvolvimento e a promoção de boas práticas na área. Negócios e modelos de negócios baseados em software livre, práticas de licenciamento em projetos de desenvolvimento de software que incorporam ou são baseados em software livre, e diligência corporativa em relação ao uso de software livre são três das áreas de interesse ao estudar as questões jurídicas negócios de software livre discutidas no evento.

- FOSS.IN[19]: conferência sobre Software Livre realizada na Índia. É o sucessor da conferência conhecida como Linux Bangalore (2001-2004), e é um dos maiores eventos anuais Software Livre na Ásia. Originalmente idealizada para ser uma conferência nacional para a comunidade da Índia, cresceu e tornou-se em um evento internacional, atraindo o público e palestrantes de todo o mundo, e agora se concentra em apenas no lado técnico do desenvolvimento de Software Livre, incentivando a contribuição a projetos de software livre da Índia. O evento é realizado em Bangalore, na Índia, no final de novembro ou início de dezembro de cada ano desde 2001.

- Free and Open source Software Developers' European Meeting (FOSDEM)[20]: evento gratuito e não-comercial organizado pela comunidade para a comunidade. O objetivo é fornecer aos desenvolvedores de Software Livre e comunidades um local de encontro para entrar em contato com outros desenvolvedores e projetos, ser informado sobre os últimos acontecimentos no mundo do Software Livre, participar de conversas interessantes e apresentações realizadas em grandes salas de conferências, e para promover o desenvolvimento e os benefícios das soluções de Software Livre.

- Linux Symposium (também conhecida como Ottawa Linux Symposium)[21]: conferência sobre Linux e Software Livre realizada anualmente no Canadá. Possui apresentações, tutoriais e workshops em uma ampla gama de tópicos. O objetivo do Linux Symposium é reunir os desenvolvedores Linux, entusiastas e administradores de sistemas para melhorar a comunicação, reforçar as conexões pessoais na comunidade Linux e promover a divulgação aberta e livre de ideias novas.

- LinuxTag[22]: evento de software livre com ênfase em Linux realizada a cada verão, na Alemanha. É um evento relativamente grande, alegando ser a maior exposição deste tipo na Europa, atraindo visitantes de vários países.

- Linux Bier Wanderung (LTW): evento de uma semana que ocorre em um país europeu diferente a cada ano (no verão). Reune entusiastas do software livre de diversos países, para uma série de palestras, apresentações, treinametos práticos, mini-projetos, exercícios ao ar livre, boa comida e bebida.

- Linux Kernel Developers Summit: encontro anual de desenvolvedores do kernel Linux. A participação no evento é apenas por convite. As discussões no Summit são altamente técnicas, com foco em problemas que não puderam ser resolvidos nas listas de email. O Linux Technical Advisory Board é eleito numa sessão do Linux KErnel Developers Summit.[23]

- Linux Kongress[24]: conferência anual de desenvolvedores Linux de todo o mundo. Teve sua primeira edição em 1994, quando o Linux estava nos estágios iniciais de desenvolvimento, e, exceto 2001 e 2007, sempre ocorreu na Alemanha. Linux-Kongress é uma das três principais internacionais sobre Linux e Software

- Open Source Developers' Conference[25]: conferência sem fins lucrativos para os desenvolvedores de software livre. A conferência tem palestras sobre software desenvolvido para qualquer plataforma ou sistema operacional, desde que a palestra será do interesse de desenvolvedores de software livre. As palestras abrangem linguagens como Perl, Python, PHP, Ruby, Groovy, Scala, Java, Mono e C, bem como outros tópicos de software livre, tais como bancos de dados e sistemas de controle de versão.

- O'Reilly Open Source Convention Oreilly (OSCon)[26]: convenção anual para a discussão de software livre organizada pela O'Reilly Media nos Estados Unidos. OSCON reúne desenvolvedores, inovadores, empresários e investidores. Inicialmente, este evento foi focado na mudança de pensamento empresarial tradicional e nas práticas; hoje o foco é criar maneiras de construir o futuro por meio de parcerias entre as empresas e a comunidade software livre. Envolve treinamentos, apresentações de novas tecnologias, oportunidades de networking e apresentações de pessoas notáveis na comunidade software livre.

- Red Hat Summit[27]: conferência anual com workshops, treinamentos, demonstrações, sessões técnicas e de negócios, exposições de soluções e oportunidades para falar e se relacionar com os desenvolvedores, engenheiros e parceiros por trás da Red Hat. Reunindo clientes, parceiros e membros da comunidade global em uma troca de conhecimentos sobre software livre, o Red Hat Summit também destaca palestras apresentadas por líderes da indústria.

## Eventos descontinuados
Fórum Internacional Software Livre: É um evento que acontencia anualmente na cidade de Porto Alegre, Rio Grande do Sul. O fórum era considerado um dos maiores eventos do mundo na área por proporcionar uma discussão técnica, política e social sobre software livre de forma integrada. Reunia discussões, palestras, personalidades e novidades nacionais e internacionais do mundo do software livre.